# 언제나 그날이면
"언제나 그 날이면"은 한국에서 제작된 조긍하 감독의 1965년 영화이다. 김혜정 등이 주연으로 출연하였고 우기동 등이 제작에 참여하였다.

## 출연

### 주연
- 김혜정
- 박암
- 신영균

### 조연
- 구봉서
- 이빈화
- 한은진

## 기타
- 원작자: 정진건
- 조명: 최상동
- 미술: 정우택